# Diagrama de Moody
El  diagrama de Moody  és la representació gràfica en escala doblement logarítmica del factor de fricció en funció del nombre de Reynolds i la rugositat relativa d'una canonada.
A l'equació de Darcy-Weisbach apareix el terme {\displaystyle \lambda } que representa el factor de fricció de Darcy, conegut també com a coeficient de fricció. El càlcul d'aquest coeficient no és immediat i no existeix una única fórmula per calcular-ne totes les situacions possibles.
Es poden distingir dues situacions diferents, el cas en què el flux sigui laminar i el cas en què el flux sigui turbulent. En el cas de flux laminar s'usa una de les expressions de l'equació de Poiseuille, en el cas de flux turbulent es fa servir l'equació de Colebrook-White.
En el cas de flux laminar el factor de fricció depèn únicament del nombre de Reynolds. Per flux turbulent, el factor de fricció depèn tant del nombre de Reynolds com de la rugositat relativa de la canonada, per això en aquest cas es representa mitjançant una família de corbes, una per a cada valor del paràmetre {\displaystyle k/D}, on k és el valor de la rugositat absoluta, és a dir la longitud (habitualment en mm) de la rugositat directament mesurable dins la canonada.
En la següent imatge es pot observar l'aspecte del diagrama de Moody. A l'eix d'ordenades de l'esquerra hi ha representat el coeficient de fricció, al de la dreta la rugositat relativa i a l'eix horitzontal el nombre de Reynolds. S'hi poden observar el flux laminar, el de transició i el turbulent.

## Expressió matemàtica
Equació de Colebrook-White:
{\displaystyle {\frac {1}{\sqrt {\lambda }}}=-2\log _{10}{\left({\frac {k/D}{3,7}}+{\frac {2,51}{Re{\sqrt {\lambda }}}}\right)}}
 k / D  = rugositat relativa
Re = Nombre de Reynolds
λ = factor de fricció
 D  = diàmetre intern de la canonada